# Paroedura fasciata
Paroedura fasciata — вид геконоподібних ящірок родини геконових (Gekkonidae). Ендемік Мадагаскару. Описаний у 2018 році.

## Поширення і екологія
Paroedura fasciata мешкають в провінції Анціранана на півночі острова Мадагаскар.